# Gerwin Peters
Gerwin Peters (ur. 9 kwietnia 1977) – holenderski kolarz górski, srebrny medalista mistrzostw świata.

## Kariera
Największy sukces w karierze Gerwin Peters osiągnął w 1998 roku, kiedy to wywalczył srebrny medal w downhillu podczas mistrzostw świata w Mont-Sainte-Anne. W zawodach tych wyprzedził go jedynie Francuz Nicolas Vouilloz, a trzecie miejsce kolejny reprezentant Francji Mickael Pascal. Był to jedyny medal wywalczony przez Petersa na międzynarodowej imprezie tej rangi. Nigdy nie wystartował na igrzyskach olimpijskich.